# 维登早熟禾
维登早熟禾（学名：Poa vedenskyi）为禾本科早熟禾属下的一个种。